# Shahrestān di Golpayegan
Lo shahrestān di Golpayegan (farsi شهرستان گلپایگان) è uno dei 24 shahrestān della provincia di Esfahan, in Iran. Il capoluogo è Golpayegan.